# Robert Methven Petrie
Robert Methven Petrie (St. Andrews, 15 de maio de 1906 — Victoria (Colúmbia Britânica), 8 de abril de 1966) foi um astrônomo canadense.
Nasceu na Escócia,  e chegou ao Canadá com 5 anos de idade. Cresceu em Victoria (Colúmbia Britânica) e estudou física e matemática na Universidade da Colúmbia Britânica. Começou a trabalhar durante as férias de verão no Dominion Astrophysical Observatory. Obteve um Ph.D. na Universidade de Michigan em 1932, onde lecionou até 1935, quando começou a trabalhar no Dominion Astrophysical Observatory. Em 1951 tornou-se diretor do observatório.